# سکو کامارا (بازیکن فوتبال)
سکو کامارا (انگلیسی: Sékou Camara; ۱۷ نوامبر ۱۹۸۵ – ۲۷ ژوئیهٔ ۲۰۱۳) بازیکن فوتبال اهل مالی بود.
از باشگاه‌هایی که در آن بازی کرده است می‌توان به باشگاه فوتبال مادورا یونایتد اشاره کرد.
وی همچنین در تیم ملی فوتبال مالی بازی کرده است.